# Drephalys hypargus
Drephalys hypargus is een vlinder uit de familie van de dikkopjes (Hesperiidae). De wetenschappelijke naam van de soort is voor het eerst geldig gepubliceerd in 1891 door Paul Mabille. Deze soort wordt ook wel in het geslacht Pseudodrephalys geplaatst.